# Lepidopora microstylus
Lepidopora microstylus är en nässeldjursart som beskrevs av Stephen D. Cairns 1991. Lepidopora microstylus ingår i släktet Lepidopora och familjen Stylasteridae. Inga underarter finns listade i Catalogue of Life.